# Rio Cupele
O Rio Cupele é um rio da Romênia, afluente do Bistricioara, localizado no distrito de Harghita.